# Världsmästerskapet i inlinehockey för herrar (IIHF)
IIHF-världsmästerskapet i inlinehockey är en inlinehockeyturnering landslag, startad 1996.

## Resultat
| År   | Värdnation | Vinnare  | Tvåa      | Trea     | Fyra      |
| ---- | ---------- | -------- | --------- | -------- | --------- |
| 1996 | USA        | USA      | Kanada    | Finland  | Tyskland  |
| 1997 | USA        | USA      | Kanada    | Schweiz  | Ryssland  |
| 1998 | USA        | Kanada   | USA       | Finland  | Schweiz   |
| 2000 | Tjeckien   | Finland  | Tjeckien  | USA      | Tyskland  |
| 2001 | USA        | Finland  | USA       | Tjeckien | Slovakien |
| 2002 | Tyskland   | Sverige  | Finland   | Tyskland | Tjeckien  |
| 2003 | Tyskland   | Finland  | Sverige   | USA      | Tjeckien  |
| 2004 | Tyskland   | USA      | Finland   | Sverige  | Tyskland  |
| 2005 | Finland    | Sverige  | Finland   | USA      | Tjeckien  |
| 2006 | Ungern     | USA      | Sverige   | Finland  | Tyskland  |
| 2007 | Tyskland   | Sverige  | Finland   | Tyskland | Österrike |
| 2008 | Slovakien  | Sverige  | Slovakien | Tyskland | USA       |
| 2009 | Tyskland   | Sverige  | USA       | Tyskland | Finland   |
| 2010 | Sverige    | USA      | Tjeckien  | Sverige  | Kanada    |
| 2011 | Tjeckien   | Tjeckien | USA       | Kanada   | Sverige   |
| 2012 | Tyskland   | Kanada   | Tyskland  | Finland  | Slovenien |
| 2013 | Tyskland   | USA      | Sverige   | Kanada   | Slovakien |
| 2014 | Tjeckien   | Finland  | Kanada    | USA      | Sverige   |
| 2015 | Finland    | Kanada   | Finland   | Sverige  | Slovakien |
| 2017 | Slovakien  | USA      | Finland   | Tjeckien | Sverige   |

### Fotnoter
1. ↑  ”IIHF InLine Hockey World Championships”. iihf.com. http://www.iihf.com/iihf-home/history/all-medallists/inline-hockey.html. Läst 10 november 2009.